# Île Angamos
Pour les articles homonymes, voir Angamos.
L'île Angamos, en espagnol : isla Angamos, est une île située dans la partie australe du Chili, dans l'océan Pacifique, au sud du golfe de Penas. Elle fait partie de l'archipel Wellington et est administrativement rattachée à la province de Ultima Esperanza, dans la XIIe région de Magallanes et de l'Antarctique chilien. Avec une superficie de 447,7 km2, elle est par sa taille la 32e plus grande île du Chili.

## Situation géographique
Cette grande île mesure jusqu'à 18 milles dans un axe nord-ouest/sud-est et 12 milles dans un axe est/ouest. Elle est entourée au nord par un petit canal (sans nom) qui la sépare de l'île Lavinia (es) ; à l'est, par le canal Machado (es) ; au sud, par le canal Hernán Gallego et à l'ouest par le canal Ladrillero (es).